# Jung Jin-young
Jung Jin-young (hangul: 정진영; nascido em 18 de Novembro de 1991), mais frequentemente creditado apenas como Jinyoung (hangul: 진영), é um cantor e ator sul-coreano. Ficou popularmente conhecido por ser integrante do grupo masculino B1A4, formado pela WM Entertainment em 2011. Jinyoung ganhou reconhecimento por sua atuação no drama coreano Love In The Moonlight (2016).

## Carreira

### Pre-estreia
Jinyoung foi descoberto no Cyworld através de uma foto dele postada no site. Ele treinou durante aproximadamente 2 anos cantando, compondo e atuando antes de se juntar ao B1A4.

### B1A4
Jinyoung foi o primeiro membro do B1A4 revelado ao público em 11 de abril de 2011. O grupo realizou sua fase de estreia oficial em 23 de abril de 2011 no Show! Music Core.  No dia 30 de junho de 2018 a WM Entertainment confirmou a saída de Jinyoung da empresa junto ao seu colega de grupo Baro.

### Solo
Jinyoung ganhou atenção por suas habilidades de composição quando escreveu a faixa principal (Baby I'm Sorry) do primeiro album completo do B1A4 intitulado de Ignition. Em 2013, fez seu debut como ator no drama She is Wow. Logo depois em 2014 fez parte do elenco do filme Miss Granny. Em 2015, estrelou no drama musical da Mnet Persevere, Goo Hae Ra, no mesmo ano também fez parte do elenco principal do drama de comédia romântica Warm and Cozy. Em 2016 Jinyoung produziu as músicas "In the Same Place" e "When Cherry Blossoms Fade" para o reality show de sobrevivência Produce 101. Foi sua primeira vez compondo para grupos femininos, o que o levou a ser admirado por sua habilidade e versatilidade como compositor. Jinyoung foi nomeado como "Compositor solo n°1" de 2016.

## Discografia

### Como compositor e produtor
Jinyoung é conhecido por compor diversas canções dos álbuns do B1A4.
| Ano                                   | Canção                                                      | Duração | Álbum                 |
| ------------------------------------- | ----------------------------------------------------------- | ------- | --------------------- |
| 2011                                  | "Bling Girl"                                                | 3:36    | Let's Fly             |
| 2011                                  | "Wonderful Tonight"                                         | 3:31    | It B1A4               |
| 2012                                  | "Baby I'm Sorry"                                            | 3:32    | Ignition              |
| 2012                                  | "Feeling"                                                   | 3:31    | Ignition              |
| 2012                                  | "Wonderful Tonight (Unplugged Remix)"                       | 3:51    | Ignition              |
| 2012                                  | "Baby Good Night (잘자요 굿나잇)"                           | 3:20    | Ignition: Special Ed. |
| 2012                                  | "너때문에 (Because of You)"                                 | 3:52    | Ignition: Special Ed. |
| 2012                                  | "Beautiful Lie"                                             | 3:34    | 1                     |
| 2012                                  | "Intro - In The Wind"                                       | 1:00    | In The Wind           |
| 2012                                  | "Tried To Walk (걸어 본다)"                                 | 3:36    | In The Wind           |
| 2012                                  | "뭐 할래요 (What Do You Want To Do)"                        | 3:31    | In The Wind           |
| 2013                                  | "What's Happening? (이게무슨일이야)"                        | 3:20    | What's Going On       |
| 2013                                  | "Good Love"                                                 | 3:56    | What's Going On       |
| 2014                                  | "Intro - Prologue"                                          | 1:06    | Who Am I              |
| 2014                                  | "Lonely (없구나)"                                           | 4:05    | Who Am I              |
| 2014                                  | "사랑 그땐 [Feat.하림] (Love Then [Feat. Harim])"           | 3:39    | Who Am I              |
| 2014                                  | "Baby"                                                      | 3:55    | Who Am I              |
| 2014                                  | "예뻐 (Pretty)"                                             | 3:18    | Who Am I              |
| 2014                                  | "Who Am I"                                                  | 3:14    | Who Am I              |
| 2014                                  | "Solo Day"                                                  | 3:19    | Solo Day              |
| 2014                                  | "내가 뭐가 돼 (You Make Me a Fool)"                         | 3:29    | Solo Day              |
| 2014                                  | "잘 돼가 (It's Going Well)"                                 | 3:35    | Solo Day              |
| 2014                                  | "물 한잔 (A Glass Of Water)"                                | 3:23    | Solo Day              |
| 2014                                  | "You feat. Sunmi)"                                          | 3:52    | Solo Day              |
| 2015                                  | "Sweet Girl"                                                | 3:19    | Sweet Girl            |
| 2015                                  | "You Are a Girl I'm a Boy"                                  | 3:34    | Sweet Girl            |
| 2015                                  | "After 10 Years (10년 후)"                                  | 3:28    | Sweet Girl            |
| 2015                                  | "Wait"                                                      | 4:23    | Sweet Girl            |
| 2016                                  | "モッポンゴヤ 〜見なかったことに… (I Didn't See It)"        | 3:54    | 3                     |
| 2016                                  | "白いキセキ (White Miracle)"                                | 4:05    | 3                     |
| 2016                                  | "HAPPY DAYS"                                                | 3:50    | 3                     |
| 2016                                  | "Intro - Time"                                              | 1:02    | Good Timing           |
| 2016                                  | "A Lie (거짓말이야)"                                        | 3:28    | Good Timing           |
| 2016                                  | "너에게 한 번 더 반하는 순간 (Moment I Fall For You Again)" | 3:54    | Good Timing           |
| 2016                                  | "Good Timing"                                               | 3:32    | Good Timing           |
| 2016                                  | "꿍에 (In Dreams)"                                          | 3:39    | Good Timing           |
| 2016                                  | "멜랑꼴리 (Melancholy)"                                     | 3:07    | Good Timing           |
| 2016                                  | "내가 널 첮을게 (I'll Find You)"                            | 3:37    | Good Timing           |
| 2016                                  | "Drunk On You"                                              | 3:05    | Good Timing           |
| 2016                                  | "함께 (Together)"                                           | 3:27    | Good Timing           |
| 2016                                  | "눈이 오면 (When It Snows)"                                 |         | Good Timing           |
| 2017                                  | "好きだからしょうがない"                                    | 3:24    | 4                     |
| 2017                                  | "Follow Me"                                                 | 2:56    | 4                     |
| 2017                                  | "You and I"                                                 | 3:36    | 4                     |
| 2017                                  | "light on"                                                  | 3:47    | 4                     |
| 2017                                  | "二人で"                                                    | 3:29    | 4                     |
| Em negrito denotam faixas principais. |                                                             |         |                       |

#### Outras canções
Jinyoung também é conhecido por ser um grande produtor e já se envolveu na produção de diversas músicas para artistas além do B1A4.
| Ano  | Canção                                    | Artista                 | Duração | Álbum                             |
| ---- | ----------------------------------------- | ----------------------- | ------- | --------------------------------- |
| 2016 | "같은 곳에서 (In the Same Place)"         | 소녀온탑 (Girls on Top) | 3:05    | Produce 101 - 35 Girls 5 Concepts |
| 2016 | "한 발짝 두 발짝 (One Step, Two Steps)"   | Oh My Girl              | 3:43    | Pink Ocean                        |
| 2016 | "벚꽃이 지면 (When Cherry Blossoms Fade)" | I.O.I                   | 3:23    | Chrysalis                         |
| 2016 | "Misty Road"                              | Ben                     | 3:49    | Love in the Moonlight OST         |
| 2016 | "잠깐만 (Hold On)"                        | I.O.I                   | 3:10    | Miss Me?                          |
| 2017 | "'Deep Blue Eyes'"                        | Girls Next Door         | 3:28    | Idol Drama Operation Team         |
| 2017 | Em negrito denotam faixas principais.     |                         |         |                                   |

## Filmografia

### Filmes
| Ano  | Título                      | Papel         | Notas  |
| ---- | --------------------------- | ------------- | ------ |
| 2014 | Miss Granny                 | Ban Ji-ha     | [ 21 ] |
| 2019 | The Dude In Me              | Kim Dong-Hyun |        |
| 2025 | You Are the Apple of My Eye | Koo Jin-Woo   |        |

### Séries de televisão
| Ano         | Título                    | Papel                                  | Emissora           | Notas                      |
| ----------- | ------------------------- | -------------------------------------- | ------------------ | -------------------------- |
| 2012        | The Thousandth Man        | Cameo                                  | MBC                | [ 22 ]                     |
| 2013        | She Is Wow                | Gong Min-gyu                           | tvN                | Estreia oficial como ator. |
| 2015        | Persevere, Goo Hae-ra     | Kang Se-chan / Ray Kim                 | Mnet               |                            |
| 2015        | Warm and Cozy             | Jung Poong-san                         | MBC                |                            |
| 2015        | Love Detective Sherlock K | Geum Kang-san (Sherlock K's Assistant) | KBS1/Naver TV Cast | Web drama especial         |
| 2016        | Love in the Moonlight     | Kim Yoon-sung                          | KBS2               | [ 25 ]                     |
| 2017        | If We Were Seasons        | Dong Seok                              | KBS                | Drama especial             |
| 2019        | My Firt First Love        | Seo Do-hyun                            | Netflix            | temporada 1 e 2            |
| 2021        | Police University         | Kang Sun-Ho                            | KBS2               |                            |
| 2023        | My Perfect Stranger       | Visitante                              | KBS2               | ep.16                      |
| 2023 - 2024 | Sweet Home                | Park Chan-Yeong                        | Netflix            | temporada 2 e 3            |
| 2024-2025   | Who Is She                | Daniel Han                             | KBS2               |                            |
| 2025        | Good Woman Bu Se-Mi       | Jeon Dong-Min                          | ENA                |                            |

### Shows de variedades
| Ano  | Canal   | Título                    | Notas                                |
| ---- | ------- | ------------------------- | ------------------------------------ |
| 2016 | Mnet    | God of Music 2            | Membro do elenco.                    |
| 2016 | MBC     | King of Mask Singer       | Concorrente no episódio 85           |
| 2017 | KBS Joy | Idol Drama Operation Team | Membro do elenco de produção musical |

## Prêmios e nomeações
| Ano  | Prêmio                                       | Categoria                   | Trabalho nomeado      | Resultado | Referência |
| ---- | -------------------------------------------- | --------------------------- | --------------------- | --------- | ---------- |
| 2014 | 16th Seoul International Youth Film Festival | Melhor Ator Masculino       | Miss Granny           |           |            |
| 2015 | 10th Max Movie Awards                        | Melhor Ator de Suporte      | Miss Granny           | Indicado  |            |
| 2016 | 30th KBS Drama Awards                        | Melhor Novo Ator            | Love in the Moonlight | Venceu    | [ 29 ]     |
| 2016 | 30th KBS Drama Awards                        | Netizen Award, Ator         | Love in the Moonlight | Indicado  |            |
| 2017 | 53rd Baeksang Arts Awards                    | Melhor Novo Ator, Televisão | Love in the Moonlight | Indicado  | [ 30 ]     |